# Koterov
Koterov je část statutárního města Plzeň. Nachází se na jihovýchodě Plzně. Prochází tudy železniční trať Plzeň – České Budějovice. V roce 2001 zde trvale žilo 2 448 obyvatel.
Koterov je také název katastrálního území o rozloze 3,16 km², Koterov jako část města se rozkládá i na částech katastrálních území Bručná a Hradiště u Plzně.

## Název
Název vesnice byl odvozen z příjmení Kotora/Kotera ve významu Kotorův dvůr. V historických pramenech se jméno vsi objevuje ve tvarech: Kothorow (1369), Kotrow (1373), Kotraw (1378), Chodorova (1454), Kothorow (1458), Kotorow (1466), Kotherow (1471), „z kotorowa“ (1498), koturow (1507), v Kotorově (1525), Kotorowo (1654), Koterow (1788), Kotterow a Choterow (1838), Koturov (1854) a Koterov (1854 a 1893).

## Historie

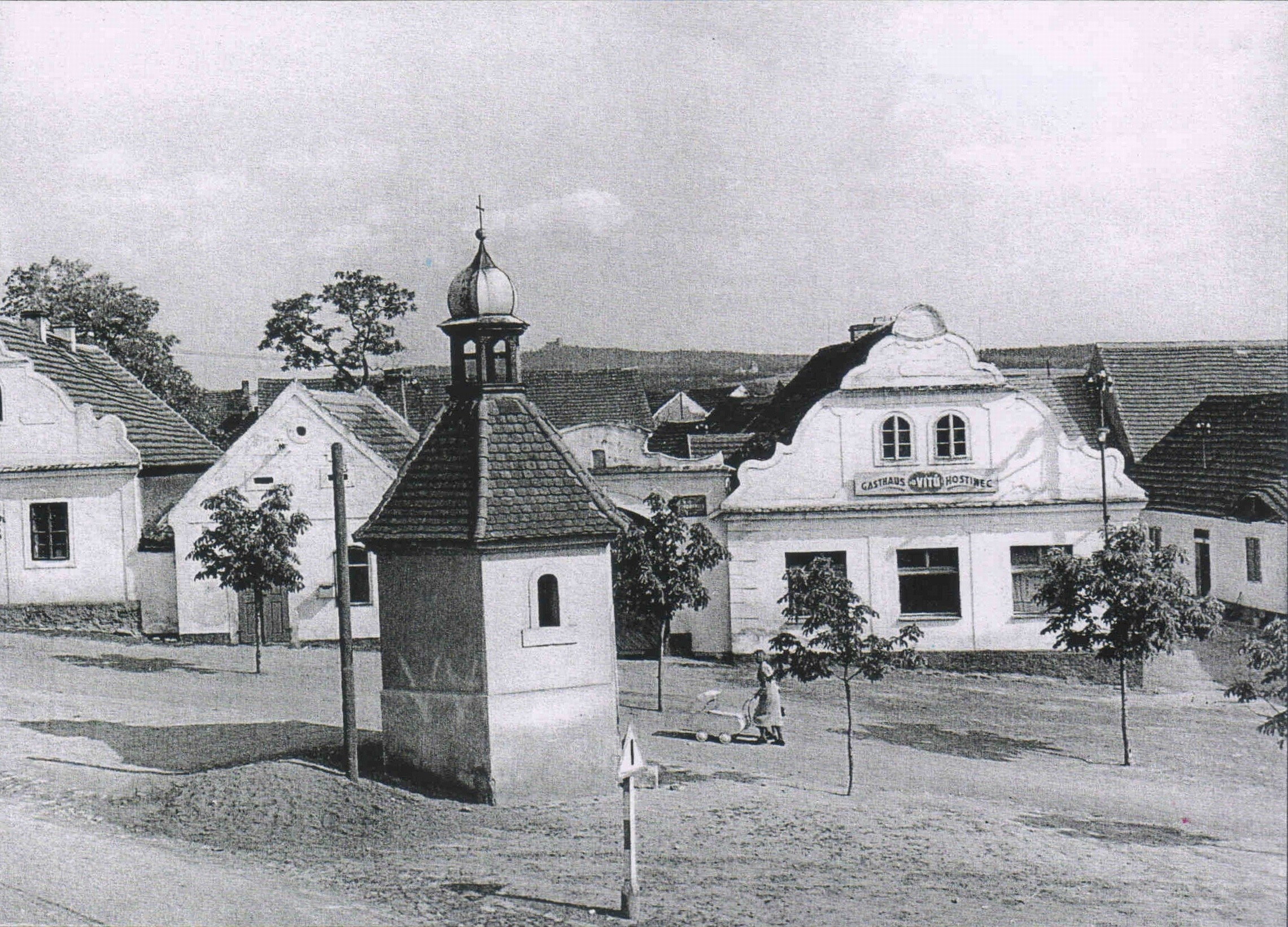
Koterovská náves s kapličkou a hostincem u Vítů (dobová pohlednice, asi 1943)

První písemná zmínka o vesnici pochází z roku 1369. V roce 1458 král Jiří z Poděbrad Koterov zapsal Prokopovi z Rabštejna. Po něm vesnici držel Petr Kořenský z Terešova, který zemřel roku 1493. Jeho synové Koterov zdědili a vlastnili do roku 1507.
Významným rokem se stal 1515, kdy se Koterov stal majetkem města Plzně. S Plzní se tato obec spojila v roce 1942. Do tohoto data prošel Koterov výraznou změnou. První polovina 19. století, tzv. lidový klasicismus, ovlivnil historické jádro Koterova velmi výrazně. Po roce 1850 byla postavena většina místních stodol a chlévů, nově byla vystavěna i většina domů. Selské dvory zdobily zděné brány s kamennými portály.

## Pamětihodnosti
Jedinečnou pozůstalostí tehdejší klasicistní architektury 19. století se staly domy, přilehlé po obvodu koterovské návsi. Soubor těchto staveb byl roku 1995 prohlášen vládou ČR za vesnickou památkovou rezervaci. Za zmínku stojí usedlosti čp. 4, 5, 6 26 a 28 nebo například zdejší sokolovna z přelomu 20. a 30. let 20. století, kterou projektoval architekt Krásný. Koterovská náves patří mezi památkově chráněné oblasti a nejvíce zachovalé návsi na Plzeňsku.
Nevelká zděná kaple na návsi pochází z poloviny 19. století a charakteristická je zvláště svým šestibokým půdorysem. Kaple Na Hradčanech je klasicistní. Postavena byla v letech 1660–1680 a nachází se při silnici do Starého Plzence, nedaleko křižovatky s ulicí U mlýna. Má čtyřboký půdorys, v průčelí s patrně druhotně užitým pojednaným kamenným portálkem vročeným do roku 1700. V tympanonu je umístěna nika se sochou Piety.

## Železniční stanice Plzeň-Koterov
Plzeň-Koterov je rovněž název železniční stanice na trati Plzeň - České Budějovice. Stanice je situována 1,2 km severozápadně od centra obce. Od roku 2022 je zrušena pro osobní dopravu a nahrazena zastávkou Plzeň-Slovany.

## Významní rodáci
- Martin Honorius Czechura (1688–1726), filozof, teolog
- František Krásný (1865–1947), architekt